# آندریاس کیم
آندریاس کیم (انگلیسی: Andreas Keim؛ زادهٔ ۸ ژوئن ۱۹۶۲) بازیکن فوتبال اهل آلمان است.
از باشگاه‌هایی که در آن بازی کرده‌است می‌توان به باشگاه فوتبال کارلسروهه، باشگاه فوتبال فورتونا دوسلدورف، و باشگاه فوتبال کلن اشاره کرد.